# Simada Shizu
 (septembre 2013).
Simada Shizu est une artiste peintre à tendance abstraite, japonaise du XXe siècle, née vers 1925. Ses origines ne sont pas connues.

## Biographie
Simada Shizu poursuit ses études comme l'élève de l'École des beaux-arts de Tokyo de 1945 à 1949.
En 1958, elle séjourne à Paris.
Elle participe à de nombreuses expositions collectives, notamment à Tokyo:
en 1957 au Salon Niki, où elle obtient le premier prix—Salon national des Jeunes Artistes japonais.
À l'étranger:
en 1965 au Salon Confrontations au Musée de Dijon.
Et régulièrement à Paris:
en 1959-1960, au Salon des indépendants.
en 1962-1963, au Salon des Jeunes Peintres.
à partir de 1962, au Salon d'automne.
en 1962, Peintres japonais à Paris au Musée Galliera.
à partir de 1963, Salon de mai.
Elle présente ses œuvres dans des expositions personnelles:
en 1964, à Paris
en 1965, au Luxembourg et à deux reprises à Tokyo…
Elle pratique une abstraction colorée, dans des formulations dont la rythmique ressort, selon les périodes, plus ou moins à une élaboration géométrique lyrique.